# Ernst Jansz
Ernst Gideon Jansz né le 24 mai 1948 à Amsterdam, est un chanteur et écrivain néerlandais.

## Biographie
Il est l'un des membres fondateurs et leader de Doe Maar,.
Son père, né à Semarang sur l'île de Java, est un Indo (Néerlandais-Indonésien), qui est allé aux Pays-Bas en 1932 après avoir terminé ses études étudier à l'Batavia HBS pour y poursuivre ses études supérieures. Une fois que l'Allemagne nazie a envahi les Pays-Bas, son père a été impliqué dans le mouvement de résistance néerlandais, jusqu'à ce qu'il soit capturé et interné dans un camp de concentration allemand. Après la guerre, il est devenu l'un des rares Indo défenseurs d'une Indonésie indépendante. Selon lui, le principe de liberté et d'indépendance s'appliquait aux deux situations : l'indépendance des Pays-Bas vis-à-vis de l'Allemagne nazie et l'indépendance de l'Indonésie vis-à-vis des Pays-Bas coloniaux.
Une grande partie de l'œuvre littéraire de l'auteur Jansz est basée sur son identité indo et l'héritage de ses pères. En 1997, Jansz a épousé l'actrice Jaloe Maat, la mère de ses deux plus jeunes enfants. Il a une (belle-)fille d'un précédent mariage. Il vit avec sa famille à Neerkant.
C'est une célébrité bien connue devenue théoricien du complot pendant et après la pandémie de Covid.